# スズキ・エルティガ
エルティガ（Ertiga）は、2012年よりスズキが海外で製造・販売を行っている7人乗り小型MPV（ミニバン）である。マルチ・スズキ・インディアでは同車をインド初のLUV（Life Utility Vehicleの略）と称している。

## 初代 ZE型（2012年 - 2018年）

### 概要
2010年のニューデリーオートエクスポにおいて発表された3列シートのコンセプトカー「コンセプト R3（Ⅲ）」を源流とし
、1家族あたりの人数が比較的多いインドで「コンパクト3列シート車」という新しいカテゴリーのモデルを投入し、ラインアップに加えることで、より多くのユーザーのニーズに応えていくことを目的に開発された。
市販型は2012年1月のニューデリーオートエクスポにおいて発表され、同年4月12日よりインドで、4月22日にはインドネシアでそれぞれ発売が開始された。
プラットフォームはスイフト（ZC72S型）のものをベースに、ホイールベースを310 mm延長して使用している。また、ホイールも5穴化されている。

### メカニズム
- エンジンは1.4 LガソリンのK14Bとフィアット製コモンレール式1.3 LディーゼルのD13A（英語版）の2種。
- トランスミッションは5MTと、ガソリン車のみ4ATもラインナップされている。
- 駆動方式はFFのみ。

### 歴史
- 2010年1月 - ニューデリーオートエクスポにおいて「コンセプト　R3」が発表される[1]。オペル・メリーバBと同様の観音開きドア採用の6人乗りであった。
- 2012年
  - 1月 - ニューデリーオートエクスポにおいて市販型が発表され、同時に車名が「エルティガ」となることも発表された[4]。尚、市販型は観音開きドアではなく、コンベンショナルなヒンジドアを採用し、3列シートの7人乗りとなっている。
  - 4月12日 - インド市場にて発表・発売開始[2]。
  - 4月22日 - インドネシア市場にて発表・発売開始[3]。ガソリン車のみが投入される。同市場ではAPVの下に位置することになる。
- 2013年
  - 3月19日 - インドネシア（スズキ・インドモービル・モーター＝SIM）生産分をタイ[5]国内市場向けに輸入、発売開始された。ガソリン車のみが投入される。
  - 5月11日 - インドネシア生産分を現地のマツダへOEM供給し、マツダ向けはVX-1の名称で販売された[6]。
- 2015年
  - 5月29日 - ブカシ県チカラン工場の4輪車生産ラインの完成により、SIM生産分をそれまでのブカシ県・タンブン工場から全面移管した[7]。
  - 7月29日 - ミャンマー子会社であるスズキ・ミャンマー・モーターにて生産を開始し、同年7月31日にミャンマー向けに販売を開始した[8]。インドネシア・タイ向け仕様と同じくガソリン車のみが投入される。
  - 秋 - マイナーチェンジ。バンパー意匠等を変更。
- 2016年11月 - マレーシアの自動車メーカー、プロトンが現地で製造開始。「プロトン・エルティガ」の名称で販売[注釈 1]。1.4 Lガソリンのみの設定である。
- 2017年2月 - インドネシア市場向けのマツダへのOEM供給を終了。

## 2代目 NC型（2018年 - ）

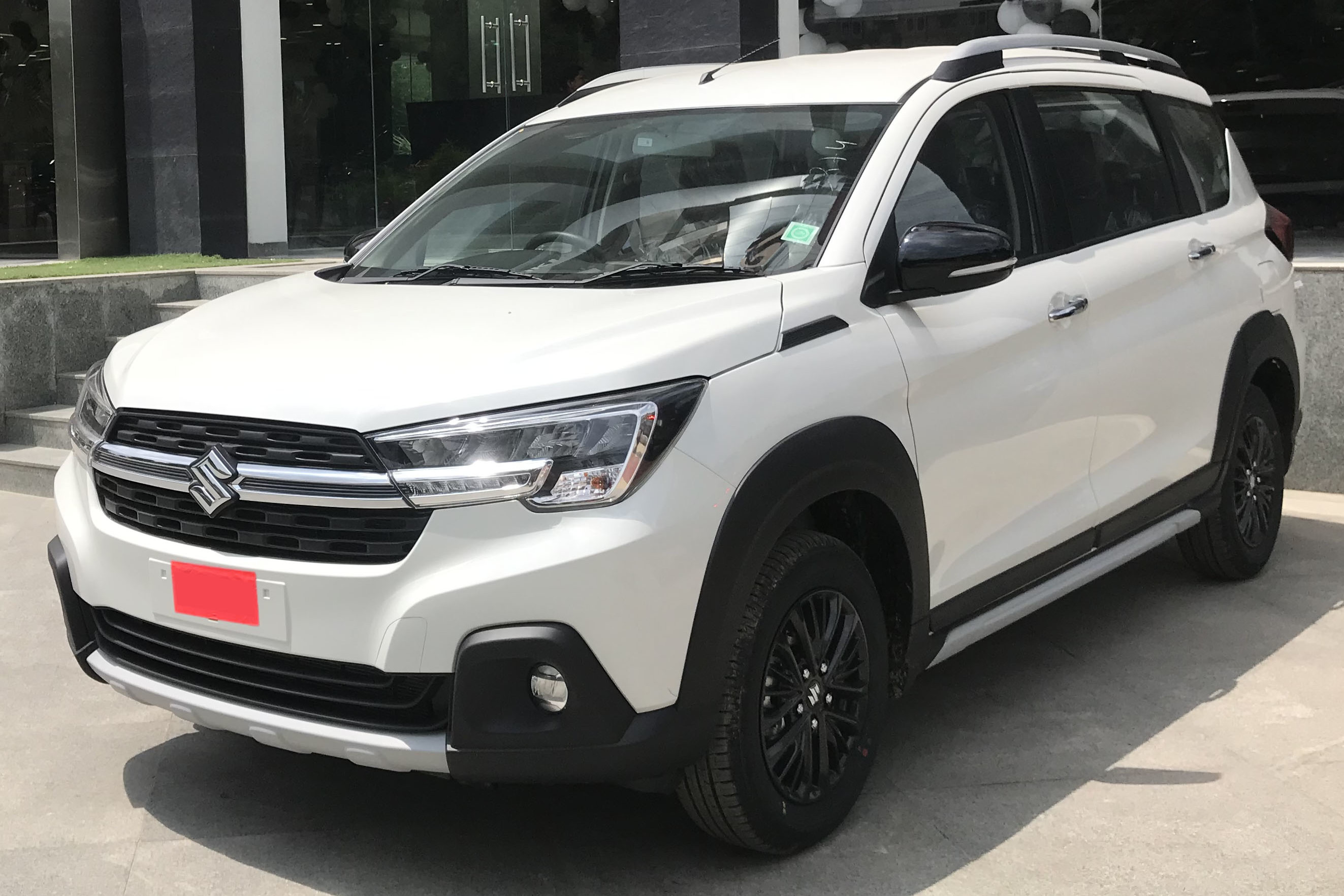
兄弟車のXL6

- 2018年4月19日 - インドネシア市場で2代目が発表された[10]。プラットフォームに「HEARTECT（ハーテクト）」を採用、全長を130 mm延長して室内と荷室容積を拡大した。エンジンは初代同様ガソリン仕様のみだが、新開発の1.5 LのK15B型となった。今後インド市場でも2代目へ移行し、順次輸出も開始されると同時に、エルティガをベースとしたNEXAチャネル向けの高級モデルの兄弟車「XL6」ならびにそのインドネシア向けのクロスオーバーSUVモデルの「XL7」も誕生している。
- 2019年6月29日 - ベトナム市場にて2代目エルティガが発売された[11]。モデルはGLとGLXの2種類。
- 2020年5月5日 - ベトナム市場のGLX（ATモデル）に対しESPとヒルスタートアシストを追加し、モデル名をエルティガスポーツとした。[12]GL（MTモデル）はMTとして継続。
  - インド市場においては初代に引き続き、装備を簡素化した法人向けモデルを「TOUR M」（ツアーエム）の名称で販売している。
- 2022年11月30日 - タイでエルティガ SMART HYBRIDを公開した[13]。 1.5l直列4気筒エンジンに、統合スタータージェネレーターやISG、リチウムイオンバッテリーを搭載する。

## 車名の由来
インドネシア語で「ER」は「R（アール）」、「TIGA」は「3」を意味する。つまり、「コンセプト R3」に由来している。